# Dameshandbalclub Overpelt
Dameshandbalclub Overpelt, afgekort DHCO, is een Belgische vrouwenhandbalploeg uit Overpelt die uitkomt in Eerste nationale.
DHC Overpelt degradeerde in 1993 uit eerste nationale. In 2018 werden ze kampioen in tweede nationale en promoveerden ze opnieuw naar eerste nationale. Na één seizoen degradeerden ze opnieuw naar tweede nationale. In de reguliere competitie wonnen ze geen enkele wedstrijd. Pas in de play-downs wonnen ze hun eerste wedstrijd. Ze konden de degradatie echter niet ontlopen.